# استپانتسمیندا
استپانتسمیندا (به گرجی: სტეფანწმინდა) یک منطقهٔ مسکونی در گرجستان است که در متسختا-متیانتی واقع شده‌است. استپانتسمیندا ۱٬۳۲۶ نفر جمعیت دارد و ۱٬۷۴۰ متر بالاتر از سطح دریا واقع شده‌است.